# 楊不悔 (藝人)
楊不悔（1981年1月21日—），中國女藝人，原名楊洋，生於北京，擁有八分一俄羅斯血統，於北京電影學院畢業。。畢業後半年期間，曾擔任雜誌模特兒，亦拍攝了多部電視劇，為一些影視作品進行配音工作。2002年，她獲徐小明發掘，由於當時她參與劇集演出時拍攝地區比較偏僻，所以她擔當了“劇場探子”的角色。因為報導片場花絮，表現受到賞識，以致給予了她來港發展的機會。期間曾為香港有線衞視新知台女主播，現多在國內生活。

## 藝名
根據楊不悔的部落格所說，她還沒來到香港工作前，徐小明為她改了「楊不悔」這個藝名，喻意她不可以走錯、也不可以走回頭，只有努力、只有用心才可以闖出自己的一片天。
「楊不悔」與金庸小說《倚天屠龍記》中一個女角色名稱相同。

## 外部連結
- 楊不悔Y!Blog